# Maximiliaan Frans van Oostenrijk

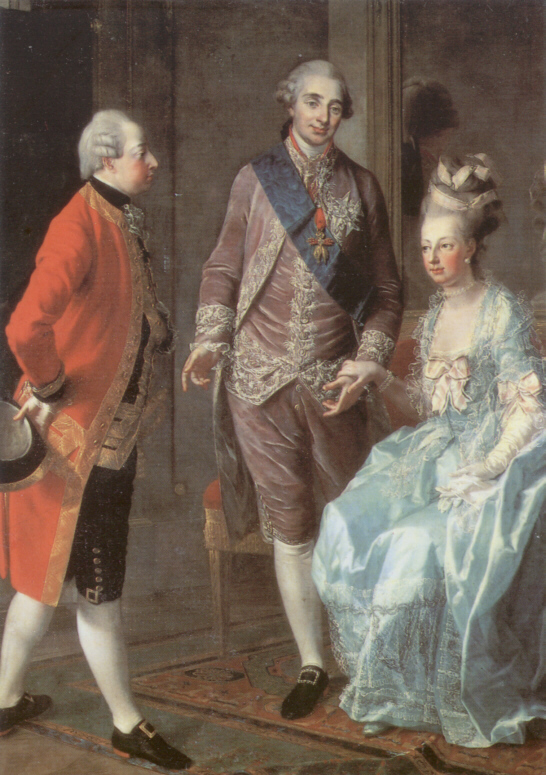
Maximiliaan Frans van Oostenrijk (links), zijn zuster Marie Antoinette en haar echtgenoot koning Lodewijk XVI van Frankrijk

Maximiliaan (Max) Frans Xaverius Jozef Johan Anton de Paula Wenceslaus (Wenen, 8 december 1756 – aldaar, 27 juli 1801), aartshertog van Oostenrijk, was van 1780 tot 1801 grootmeester van de Duitse Orde en van 1784 tot 1801 aartsbisschop van Keulen en bisschop van Münster. Hij werd geboren als jongste kind van keizer Frans I Stefan en Maria Theresia van Oostenrijk.
Het was naar aanleiding van zijn bezoek aan Salzburg in 1775 dat de 19-jarige Mozart de opdracht kreeg de opera Il rè pastore te componeren.

## Portretbibliotheek

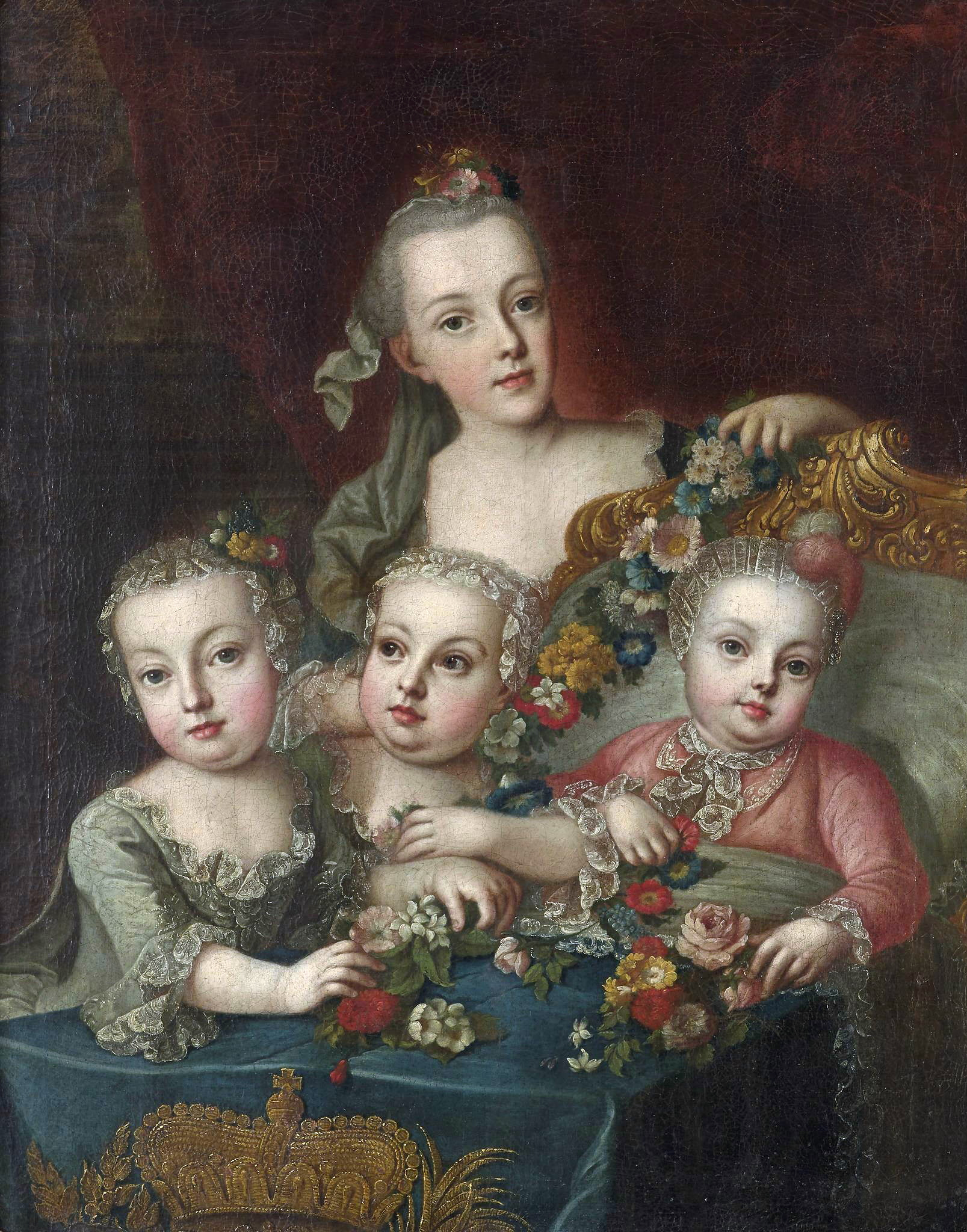
Portret Prins Maximiliaan met zijn zussen (achter) Maria Josepha, (links) Maria Carolina en (midden)Marie Antoinette 1760.
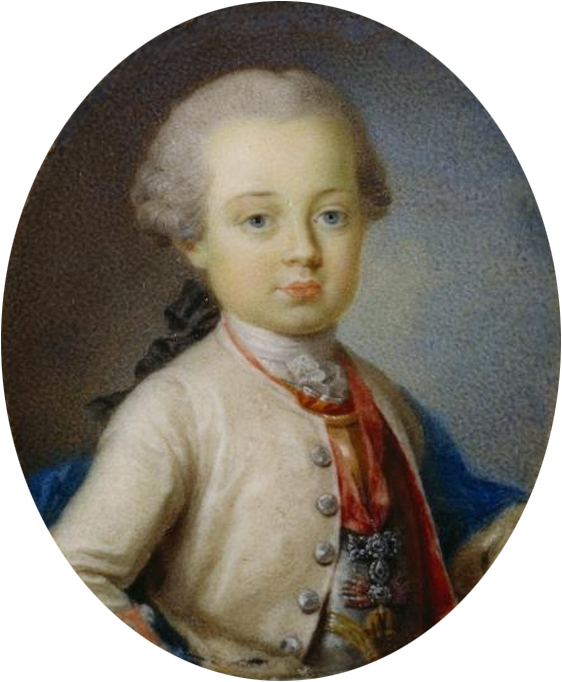
Portret Prins Maximiliaan Frans tussen 1764 en 1765.
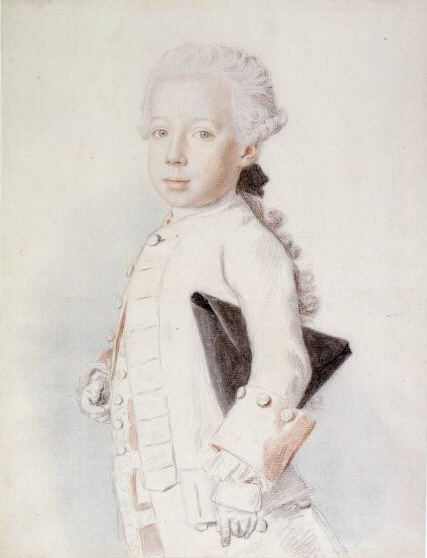
Prins Maximiliaan Frans op 6-jarige leeftijd
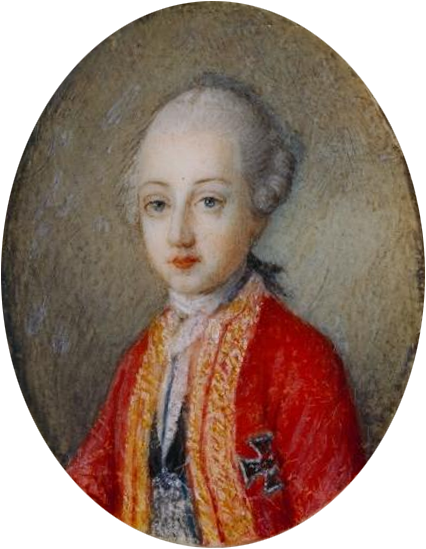
Prins Maximiliaan Frans.
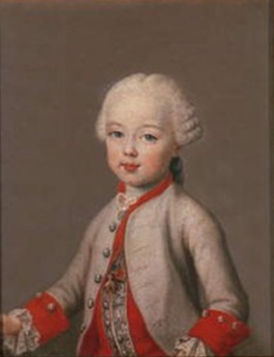
portret Prins Maximiliaan Frans op 6-jarige leeftijd.
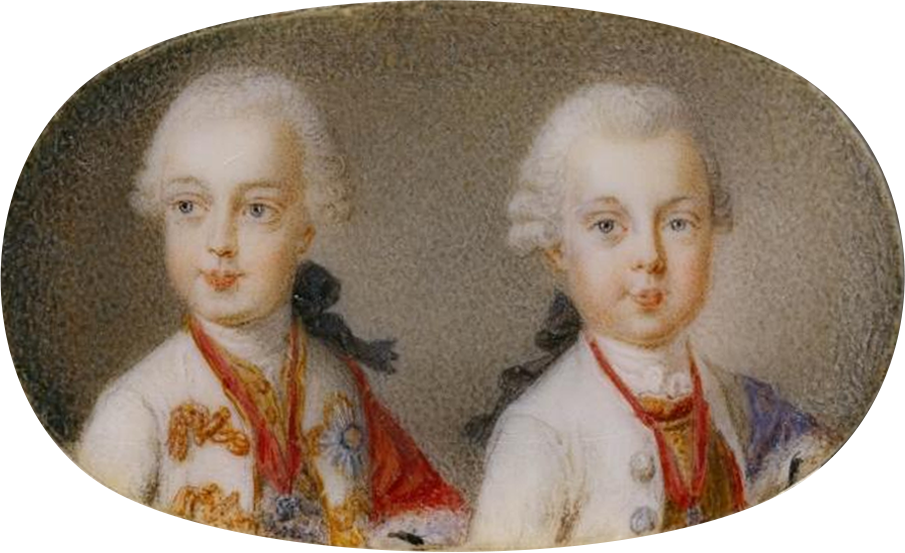
Portret Prins Maximiliaan Franz met zijn broer Ferdinand, groothertog van Oostenrijk-Este, hertog van Modena (links), circa 1764.
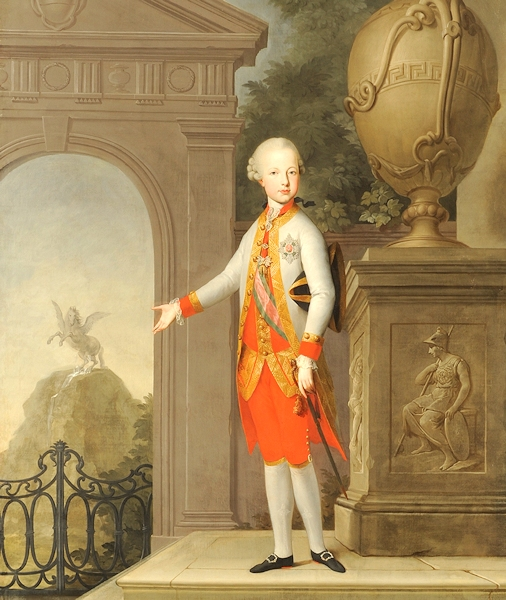
Portret Prins Maximiliaan Frans na 1765.
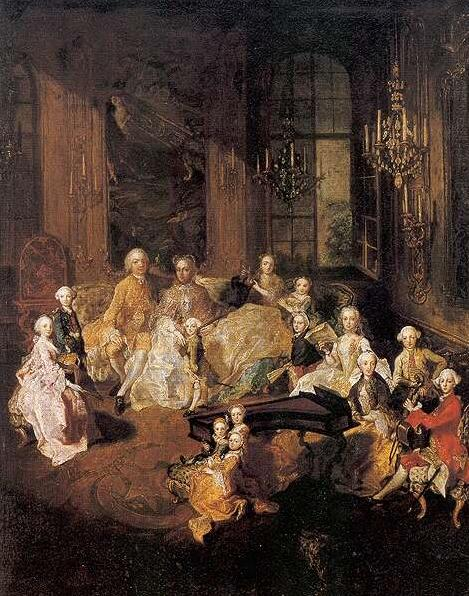
Oostenrijk keizerlijke familie in 1758, Maximiliaan Frans staande voor zijn ouders.
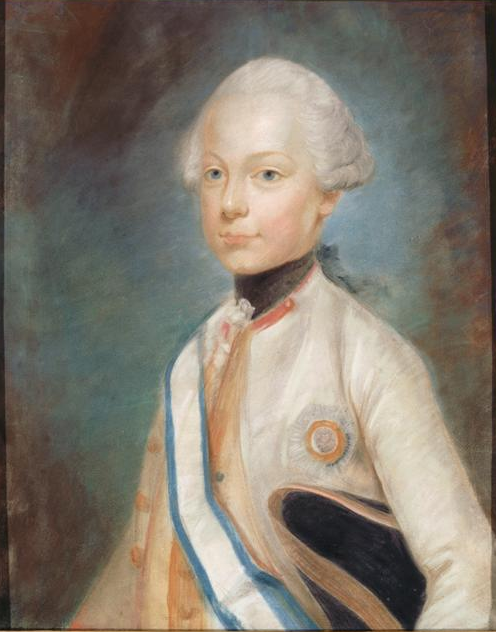
Maximiliaan Frans.
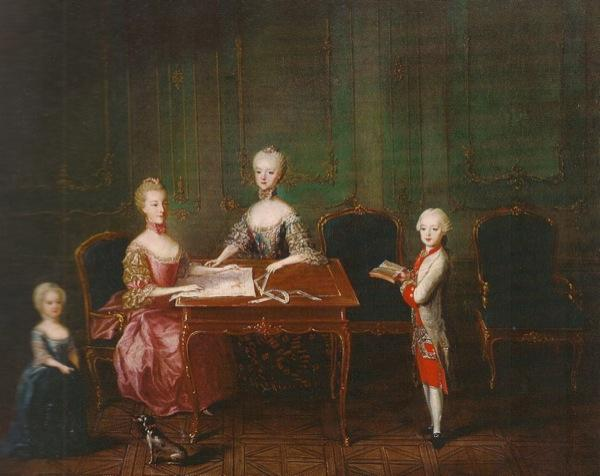
Groothertoginnen Maria Theresia, Maria Carolina en Marie Antoinette met Prins Maximiliaan Frans in 1763.
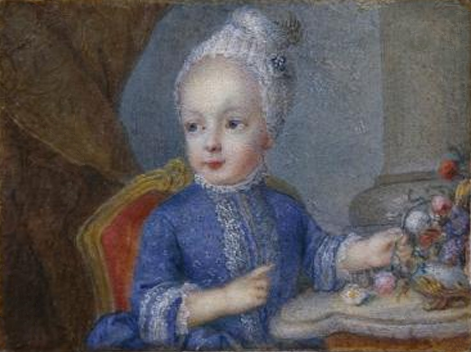
Portret Maximiliaan Frans.
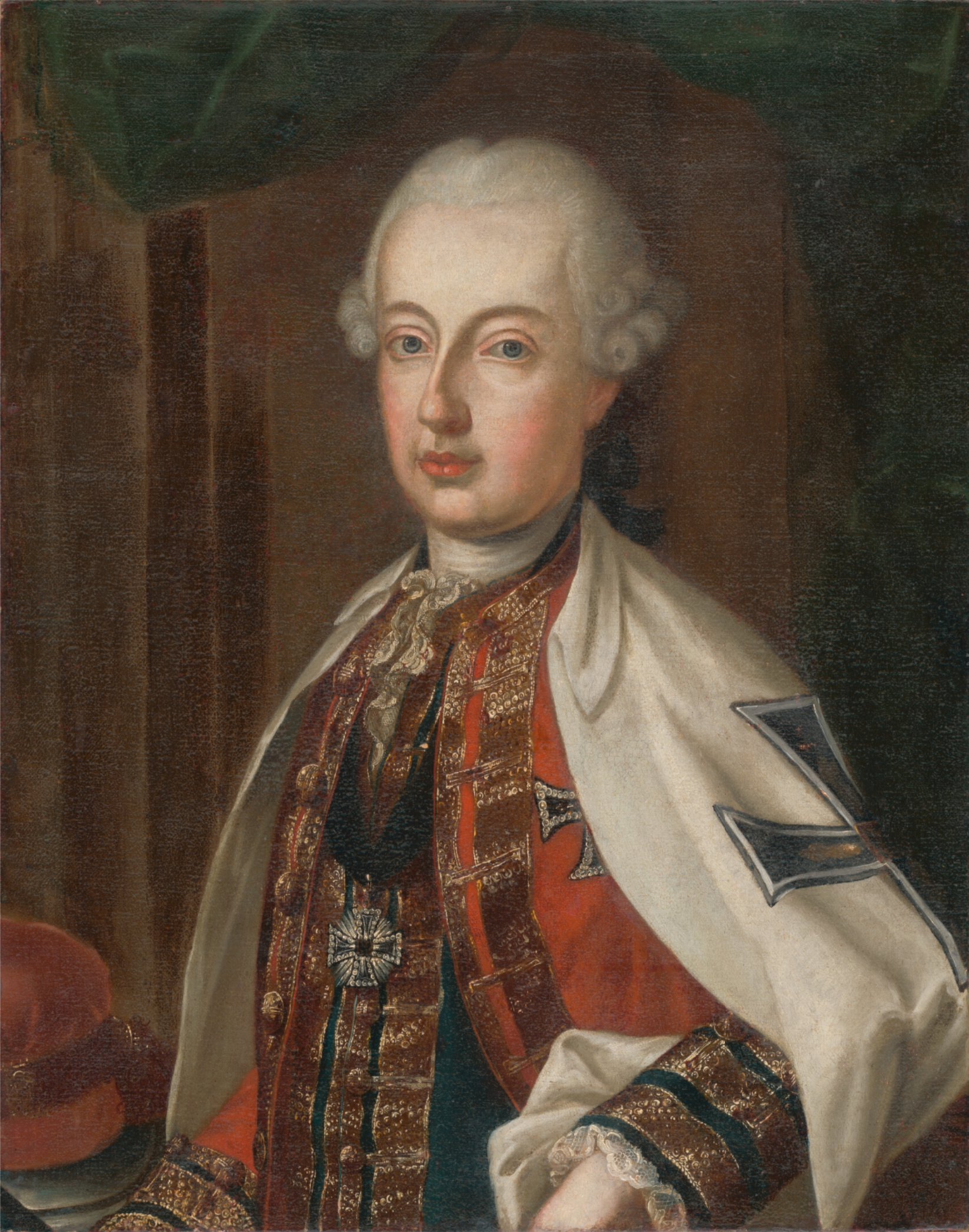
Portret van prins Maximiliaan Franciscus, circa 1765 tot 1770
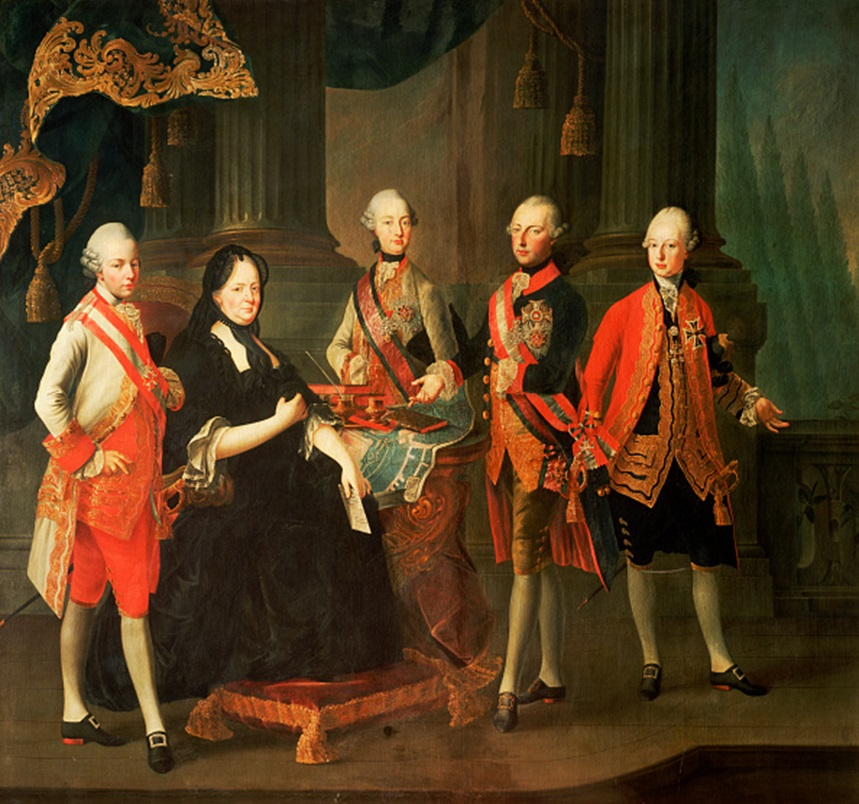
Portret van koninginMaria Theresia met haar zonen:links Leopold II, rechts Ferdinand, Jozef II midden,Maximiliaan Frans buitenste
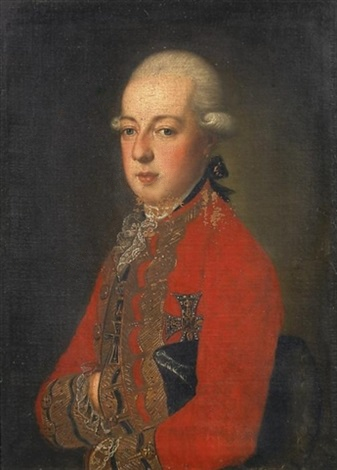
Maximilian Frans.
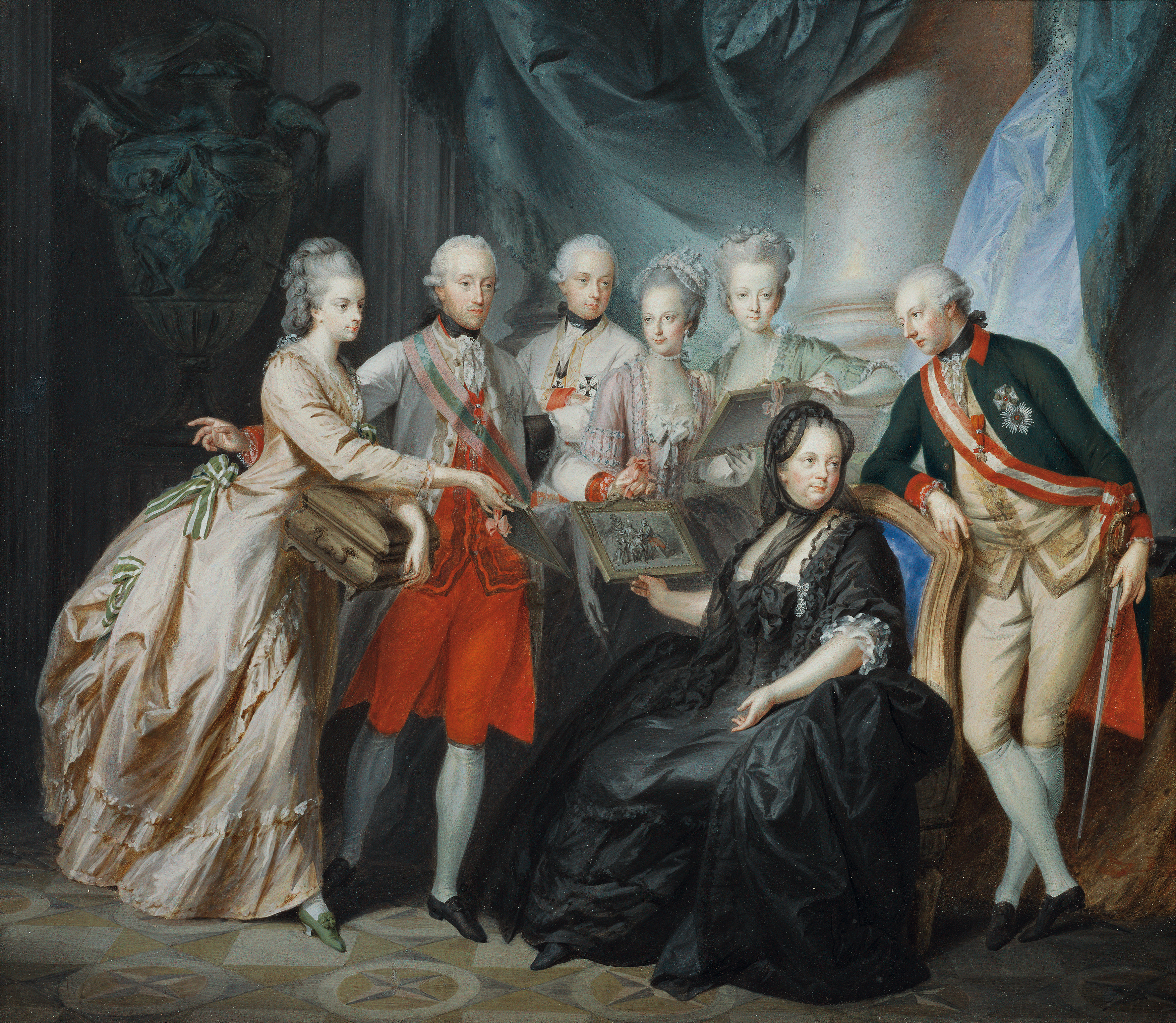
Marie Christine en hertog Albert van Saksen Teschen presenteerden hun families foto's van hun familieleden in Italië,Maximiliaan Frans uiterst rechts.
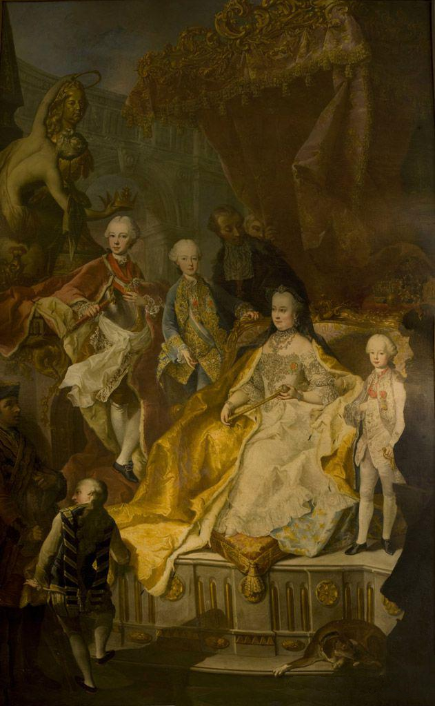
Portret koningin Maria Theresa met haar zonen:rechts Maximiliaan Frans, Jozef II verste, Leopold II links, Ferdinand onde.
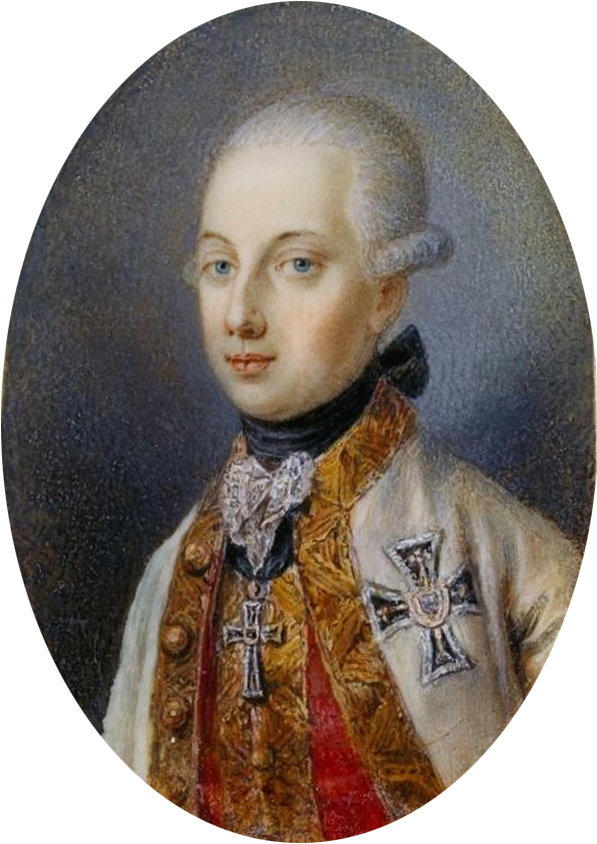
Maximilian Frans.
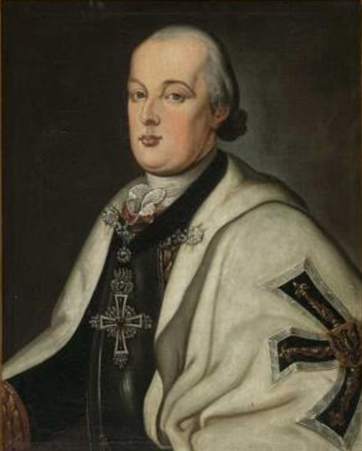
Maximilian Frans.